# T-S 81a Na hřebeni
Srub T-S 81b s krycím názvem Na hřebeni, je izolovaný pěchotní srub těžkého opevnění na Trutnovsku umístěný na levém křídle tvrze Stachelberg. Srub byl vybudován jako součást opevnění Československa proti Německu před 2. světovou válkou.
Účelem palby srubu směrem k pevnosti bylo ze zálohy přehradit postup nepřítele po silnici od Žacléře na Trutnov v součinnosti s palbou z tvrzového pěchotního srubu T-St-S 74. Tomuto odpovídal i pravostranný projekt srubu se soustředěnou palebnou silou směrem k silnici.

## Poloha
Srub byl vybudován v jižním svahu na kótě 720 m "Vrchy" jako pravostranný, severozápadně od tvrze Stachelberg. Palebně je směřovaný ke srubu T-S 81b a hlavními zbraněmi k tvrzovému srubu T-St-S 74 tvrze Stachelberg, kde jeho palebné vějíře měly přehradit případný pohyb nepřítele po silnici směrem od Vějířovského lesa. Palebným protějškem (nebo zády) byl k tomuto srubu levostranný objekt T-S 81b, který palebně zajišťoval prostor z druhé strany. Mezi těmito sruby je příkrý sráz s hustým porostem, nevhodný pro postup nepřítele.

## Výzbroj
Hlavní výzbroj měla být umístěna pod betonem, kanón se spřaženým kulometem a kulometné dvojče, obojí v palebném směru ke srubu T-S 81b. Lehký kulomet ve zvonu pokrýval okolí srubu a tři lehké kulomety pak prostor kolem srubu a vchod srubu. Vstupní chodba byla kryta střílnou pro ruční zbraň.

T-S 81a
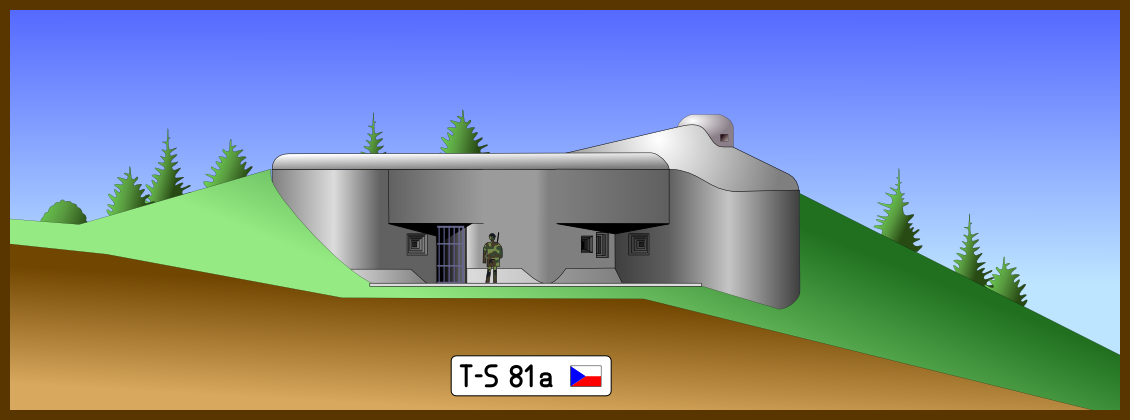
Pěchotní srub T-S 81a Na hřebeni
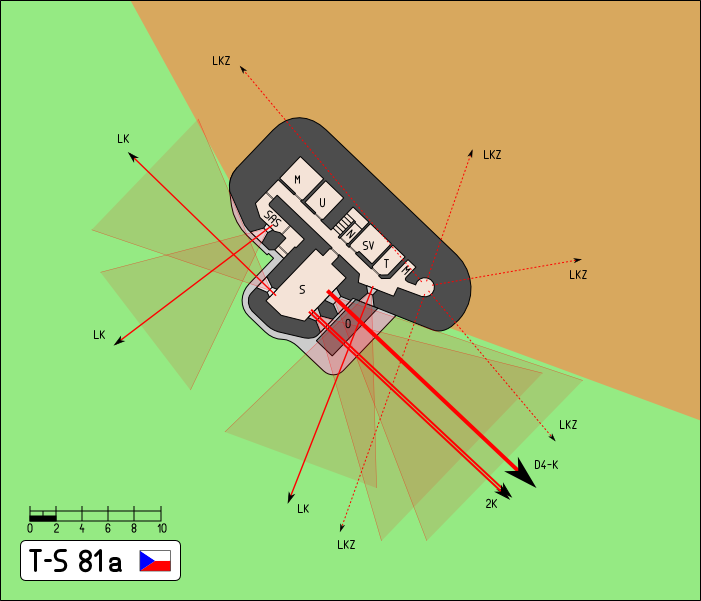
Horní patro srubu LK - lehký kulomet LKZ - l. kulomet zvon D4-K - kanón + t. kulomet 2K - těžký kulomet, dvojče 0 - diamantový příkop S - střílna SAS - přechodová komora M - Munice SV - stanoviště velitele N - nádrže T - telefonní ústředna U - ubikace
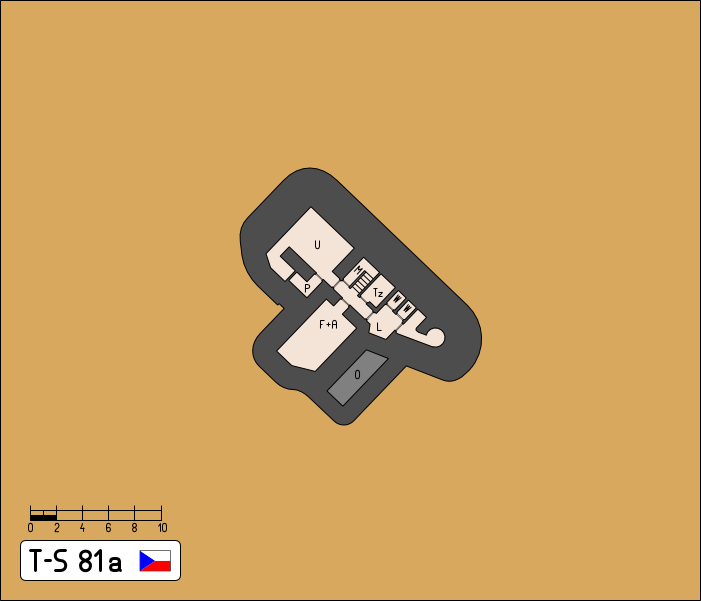
Dolní patro srubu F+A - filtrovna, strojovna L - umyvárna W - záchod U - ubikace R - radiostanice P - proviant Tz - zemní telegraf M - munice

- Horní patro srubu
LK - lehký kulomet
LKZ - l. kulomet zvon
D4-K - kanón + t. kulomet
2K - těžký kulomet, dvojče
0 - diamantový příkop
S - střílna
SAS - přechodová komora
M - Munice
SV - stanoviště velitele
N - nádrže
T - telefonní ústředna
U - ubikace
- Dolní patro srubu
F+A - filtrovna, strojovna
L - umyvárna
W - záchod
U - ubikace
R - radiostanice
P - proviant
Tz - zemní telegraf
M - munice

## Výstavba
K 1. říjnu 1938 provedena betonáž v obsahu 1.351 m3, vyzděny vnitřní příčky, omítky, objekt z části vybaven kulomety, provedeny terénní úpravy. Nebyly osazeny protiplynové uzávěry, bez zvonů, bez elektroinstalace, vzduchotechniky a vodoinstalace.